# Entosthodon drummondii
Entosthodon drummondii là một loài Rêu trong họ Funariaceae. Loài này được Sull. mô tả khoa học đầu tiên năm 1856.